# Спроба анексії окупованих територій України (2022)
Анексія окупованих територій України — насильницьке протиправне тимчасове відторгнення Російською Федерацією суверенних територій, розташованих на півдні та сході України, яке відбулося після псевдореферендумів на окупованих територіях України.
Анексія цих територій утворює сухопутний коридор між Росією та Кримом, який Росія анексувала 2014 року.

## Передумови
Запорізька, Херсонська, Донецька та Луганська області утворилися з Катеринославської, Херсонської, Таврійської та Харківської українських губерній Російської імперії. Вони були реорганізовані протягом багатьох років під час комуністичного правління, коли Україна була під окупацією Радянського Союзу. Після повернення Україною незалежності в 1991 році кордони залишилися незмінними. Усі чотири регіони переважною більшістю голосів підтримали незалежність України під час референдуму про незалежність України 1991 року.
У лютому та березні 2014 року Росія окупувала та згодом анексувала український Крим шляхом проведення псевдореферендуму, на якому нібито 96 % населення проголосували за анексію. Псевдореферендум у Криму бойкотували представники корінного населення півострова — кримські татари. Анексія здебільшого не була визнана міжнародною спільнотою і була засуджена Генеральною Асамблеєю ООН. У квітні 2014 року російські терористи на сході України проголосили утворення «ДНР» (у Донецькій області) та «ЛНР» (у Луганській області). 21 лютого 2022 року Росія визнала незалежність цих квазідержавних утворень.
24 лютого 2022 року Росія почала повномасштабне вторгнення в Україну, під час якого окупувала територію в Херсонській та Запорізькій областях.

## Псевдореферендум і анексія
20 вересня ватажки так званих «ДНР» та «ЛНР» й окупаційні адміністрації Херсонської та Запорізької областей оголосили про проведення 23—27 вересня референдумів про приєднання до Росії.
27 вересня російські чиновники заявили, що референдум про приєднання в Запорізькій області відбувся: нібито 93,11 % виборців проголосували за приєднання до РФ.
29 вересня повідомили, що наступного дня, 30 вересня, Росія «офіційно» анексує чотири області України — Луганську, Донецьку, Запорізьку та Херсонську. При цьому до Херсонської області у складі РФ окупаційна влада «додала» окуповані на той час частини Миколаївської області — місто Снігурівку та прилеглий район, а також західну частину Кінбурнського півострова.
Територія, яку формально анексувала Росія, становить понад 136 тис. км², або близько 22,5 % загальної території України, що співмірно з розміром Непалу чи Греції. Також на цих територіях станом на грудень 2001 року проживало близько 12,8 млн людей — трохи більше чверті населення України, що співрозмірно з населенням Гвінеї.
У своїй промові 30 вересня Путін оголосив, що Росія анексувала чотири регіони, окуповані під час збройної агресії. Перед проголошенням прессекретар Президента РФ Дмитро Пєсков заявив, що напад на анексовану територію вважатиметься нападом на Росію.
2 жовтня Конституційний суд Російської Федерації заявив, що підписані російським президентом Володимиром Путіним договори про «приєднання» до РФ частково окупованих територій Запорізької, Херсонської, Донецької та Луганської областей «відповідають конституції» Росії. В ухвалі суду йдеться, що до 1 січня 2026 року на цих територіях діятиме «перехідний період», Путін затвердить тимчасових виконувачів обов'язків їхніх керівників.
3 жовтня речник Путіна Дмитро Пєсков заявив, що Донецька і Луганська області будуть анексовані в «їх кордонах 2014 року», а щодо Запорізької та Херсонської областей Росія «продовжить радитися з місцевим населенням щодо їхніх кордонів».
3 жовтня Державна дума Росії одноголосно підтримала незаконну анексію. Так зване «приєднання» кожної області України набрало більше голосів «за», ніж було присутніх депутатів. Голова Держдуми В'ячеслав Володін назвав невідповідності «технічним збоєм».

## Реакція
Деякі оглядачі вважають, що якщо Росія «формально анексує величезну частину України, Путін, по суті, підштовхнув би США та їхніх європейських союзників на пряме військове зіткнення» з Росією і, безумовно, це призвело б до ескалації війни Росії проти України.

### Україна
7 серпня 2022 року Президент України Володимир Зеленський заявив, що «якщо окупанти підуть шляхом псевдореферендумів, вони закриють для себе будь-які шанси на переговори з Україною та вільним світом, які однозначно потрібні російській стороні».
30 вересня, після підписання Путіним указів про анексію і за результатами засідання РНБО України, Зеленський заявив, що Україна більше не вестиме переговорів з Путіним, а вестиме їх лише з майбутнім президентом Росії. На виконання цього принципу Зеленський також видав відповідний указ.
4 жовтня Володимир Зеленський своїм указом визнав нікчемними укази Путіна щодо визнання «незалежності» Криму, так званих «ЛНР» та «ДНР» і Запорізької та Херсонської областей України, а також будь-які рішення на виконання цих указів.

### ООН
Заступник Генерального секретаря ООН з політичних питань Джеффрі Фелтман заперечив згаданий фіктивний «референдум»:
Односторонні дії, спрямовані на надання легітимності спробам силового захоплення однією державою території іншої держави, стверджуючи, що вони представляють волю народу, не можуть розглядатися як законний згідно з міжнародним правом.

### ЄС
Голова Європейської ради Шарль Мішель заявив, що всі 27 лідерів країн ЄС засуджують незаконну анексію.
Високий представник Європейського Союзу з питань закордонних справ і політики безпеки Жозеп Боррель назвав анексію «великим порушенням міжнародного права та Статуту ООН», яке не зможе виправдати «ніякий фейковий референдум».
Президент Європейської комісії Урсула фон дер Ляєн заявила, що «незаконна анексія, проголошена Путіним, нічого не змінить».

### Грузія
|                                        | Формалізація фіктивного референдуму на підтримку кричущого порушення міжнародного права і насильницької анексії не має ні легітимності, ні майбутнього. Ми відкидаємо такі грубі порушення міжнародного права і підтверджуємо нашу повну підтримку територіальної цілісності України. Засуджую плани мобілізації на окупованих територіях України та Грузії, як чергове грубе порушення суверенітету обох наших країн. |
| — президент Грузії Саломе Зурабішвілі, | |

### Данія
Данія викликала до МЗС російського посла Володимира Барбіна на розмову з міністром закордонних справ Єппе Кофодом. Міністр закордонних справ Данії засудив анексію Росією окупованих територій України.

### Велика Британія
Велика Британія запровадила санкції проти голови Центробанку РФ Ельвіри Набіулліної.

### Іран
Іран не визнав анексію окупованих областей України та засудив «референдуми».

### Канада
Канада розширила список санкцій проти РФ, внісши до списків 43 особи.

### США
США запровадили нові санкції проти Росії, під які потрапили 14 представників військово-промислового комплексу, три ключові лідери фінансової інфраструктури, родичі чиновників та 278 членів російської Державної думи.

### Туреччина
У Туреччині заявили, що не визнають анексію РФ тимчасово окупованих українських територій, влада країни заявила про підтримку суверенітету України.